# Dia da Língua Portuguesa nas Nações Unidas
O Departamento de Informação Pública das Nações Unidas decidiu aprovar celebrar o 5 de Maio como o Dia da Língua Portuguesa nas Nações Unidas.

## Celebração
Em 17 Outubro de 2019, o Departamento de Informação Pública das Nações Unidas aprovou a decisão de celebrar o 5 de Maio Dia da Língua Portuguesa nas Nações Unidas.